# 塞文溫徹斯特 (馬里蘭州)
塞文溫徹斯特（英語：Winchester-on-the-Severn）是位於美國馬里蘭州安妮阿倫德爾縣的一個非建制地區。

## 地理
塞文溫徹斯特所處的海拔為高於海平面0米（即0英呎），而該地所採用的時區為UTC-5，即北美东部時區（EST）。同時該地設有夏令時間，為UTC-5調快一小時，即UTC-4（EDT）。